# Bilina
Bilina (německy Bilin) je vesnice, část obce Veselíčko v okrese Písek v Jihočeském kraji. V roce 2011 zde trvale žilo 65 obyvatel.

## Historie
Listinou ze dne 6. ledna 1215 v Praze vystavenou potvrdil král Přemysl Otakar I. klášteru milevskému majetek vsí Belín (Bilina), Posretina (Porešína) a část vsi Kdešic (Zběšiček).
Když císař Zikmund dal roku 1431 královské panství zvíkovské a klášterní panství milevské v zástavu Oldřichu II. z Rožmberka (1403–1462) náležela Bilina ke Zvíkovu. Později v roce 1473 získali Bilinu Švamberkové.
Dne 1. prosince 1575 prodal Kryštof ze Švamberka díl vsí Kluk a Březí, dále celé vsi Křižanov, Veselí (Veselíčko), Bilinu a ve Kdešičkách panský statek rytíři Bohuslavu Kalenici z Kalenic na Chřešťovicích.
Od té doby sdílela Bilina osudy Veselíčka, kde Kalenicové zřídili panský dvůr, ke kterému pak náležela až do roku 1850. Bilina vytvořila společnou obec s nedalekým Křižanovem, ale postupně byli místní obyvatelé s tímto spojením nespokojeni.
V katastrálním území obce se nachází dva hřbitovy. Původní z roku 1806 se nachází u komunikace z Veselíčka do Jestřebic. Druhý, současný hřbitov je u silnice z Veselíčka do obce od roku 1882.
Sbor dobrovolných hasičů byl založený roku 1925.

## Obyvatelstvo
| Rok            | 1869 | 1880 | 1890 | 1900 | 1910 | 1921 | 1930 | 1950 | 1961 | 1970 | 1980 | 1991 | 2001 | 2011 | 2021 |
| -------------- | ---- | ---- | ---- | ---- | ---- | ---- | ---- | ---- | ---- | ---- | ---- | ---- | ---- | ---- | ---- |
| Počet obyvatel | 155  | 164  | 133  | 147  | 143  | 153  | 156  | 116  | 115  | 108  | 71   | 57   | 79   | 65   | 69   |
| Počet domů     | 23   | 24   | 24   | 24   | 26   | 27   | 31   | 33   | 28   | 30   | 24   | 22   | 37   | 37   | 37   |

## Obecní správa
Při sčítání lidu v letech 1850–1889 Bilina byla osadou obce Křižanov v okrese Milevsko. V letech 1890–1959 byla samostatnou obcí v okrese Milevsko. V letech 1960–1987 byla částí obce Veselíčko v okrese Písek. Od 1. ledna 1988 do 30. června 1990 byla částí obce Branice v okrese Písek. Od 1. července 1990 je opět částí obce Veselíčko v okrese Písek.

## Pamětihodnosti
- Kaple ve vesnici je zasvěcená svatému Vojtěchovi.[10] Na tomto místě se původně nacházela malá zvonice. Zvonek, na kterém byl vyobrazený svatý Jan Nepomucký a letopočet 1833, byl v roce 1917 zrekvírován pro válečné účely. V tomto roce zde byla místo zvoničky postavena kaple.
- Před kaplí je umístěný kovový kříž na kamenném podstavci. [11]
- U silnice do vesnice se vpravo ve směru od Bernartic nalézá celokamenný kříž. Vročení 1853.[11]

## Galerie

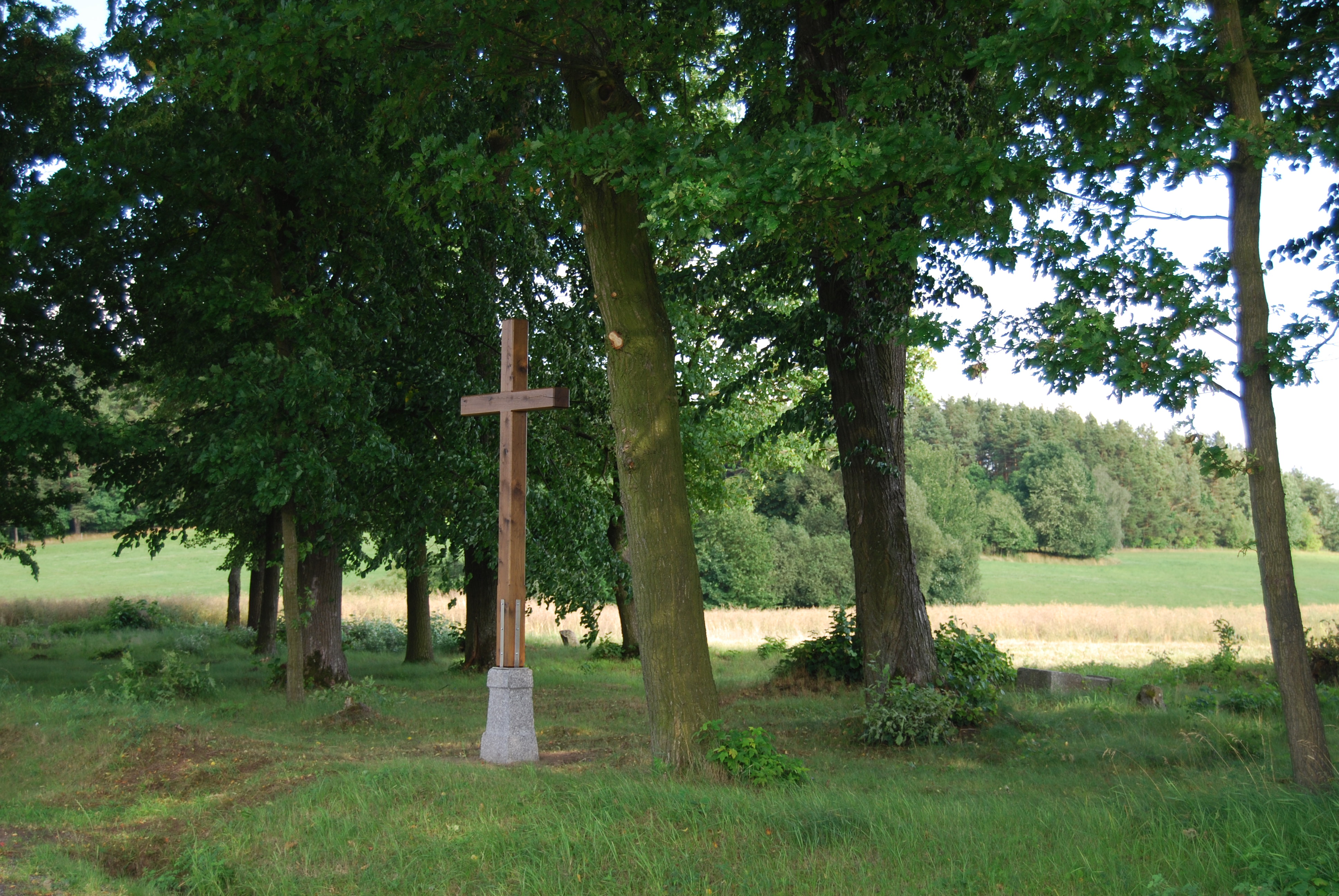
Původní hřbitov
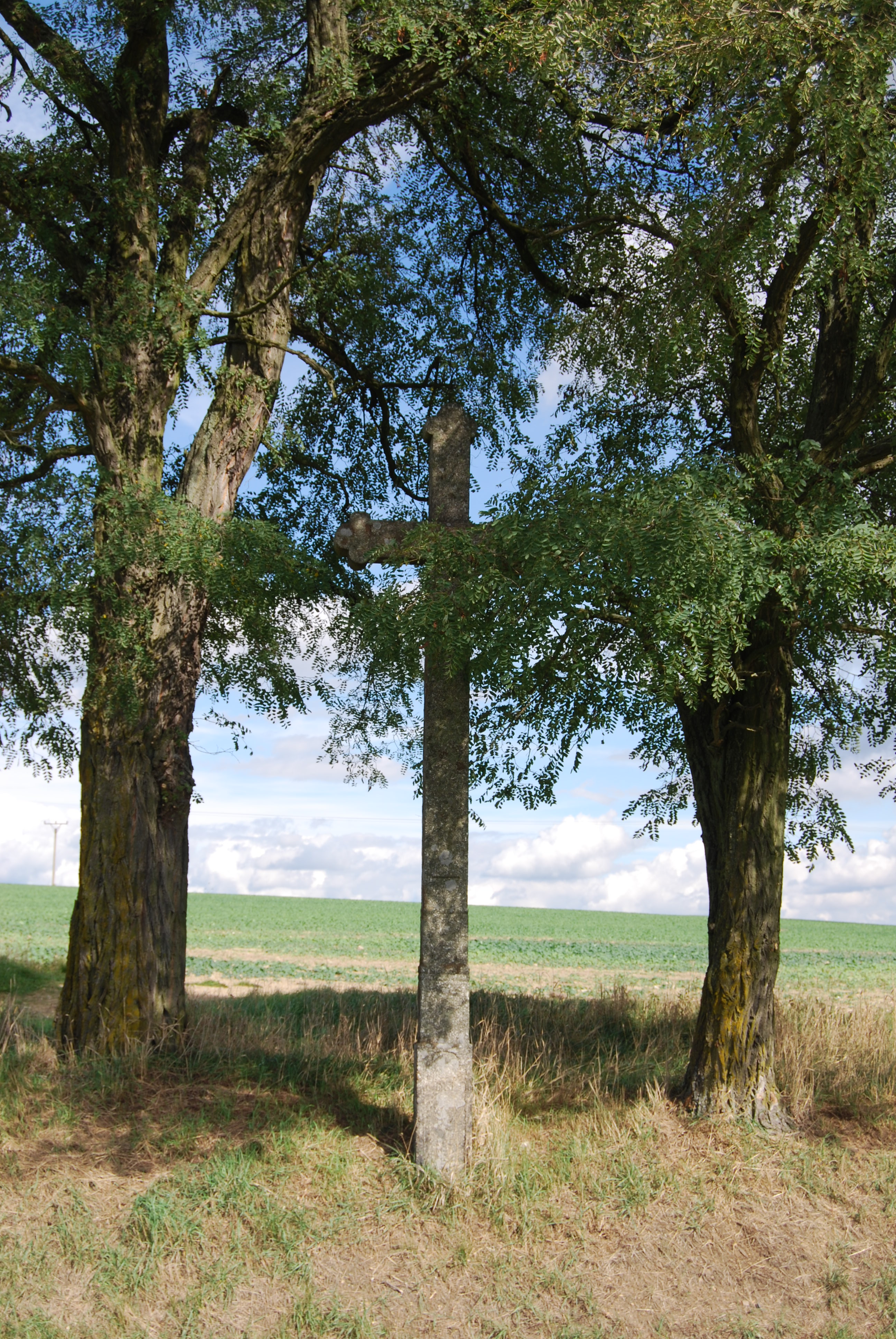
Kříž směrem k Bernarticím
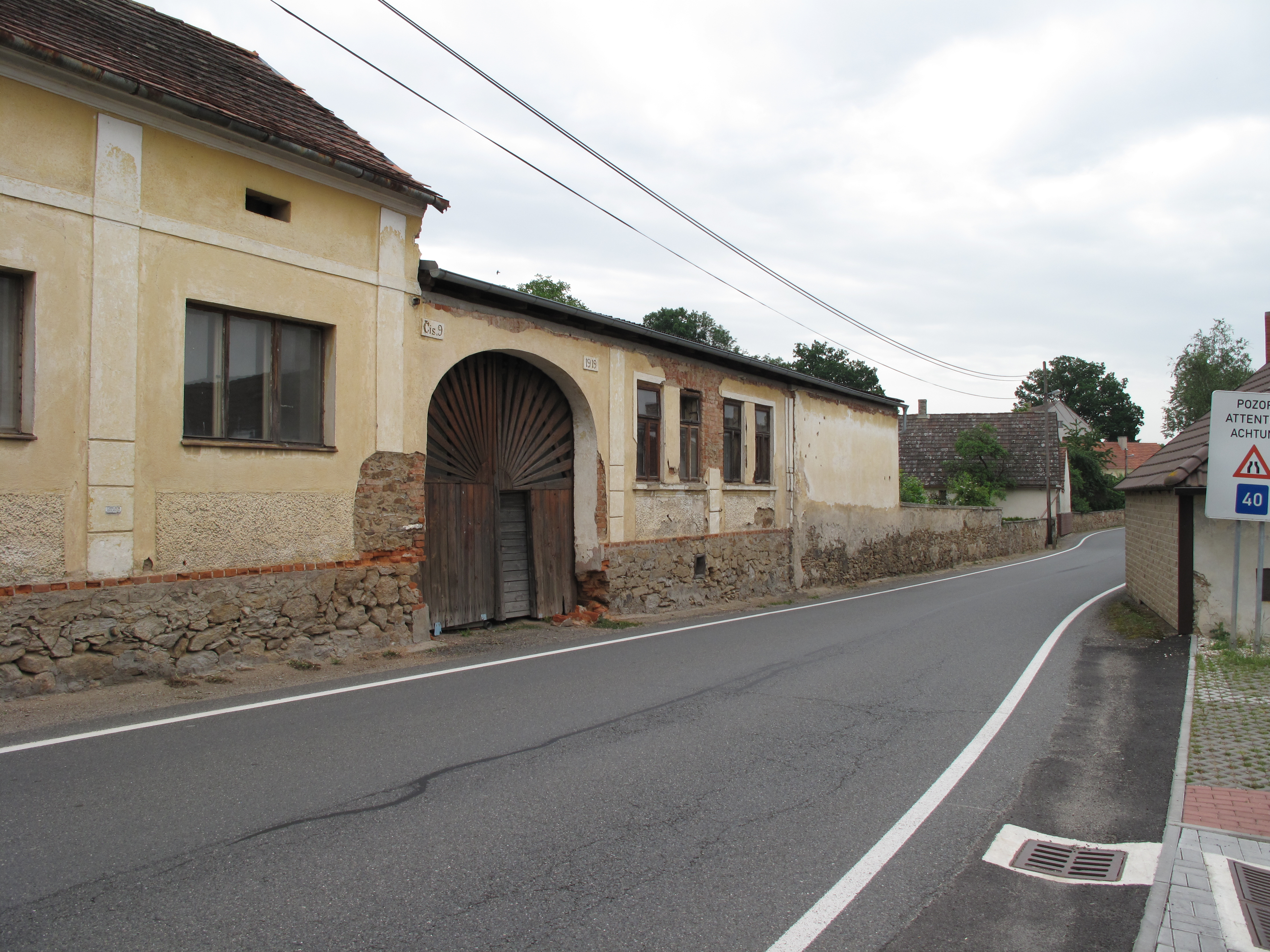
Stavení u cesty